# Cirugía

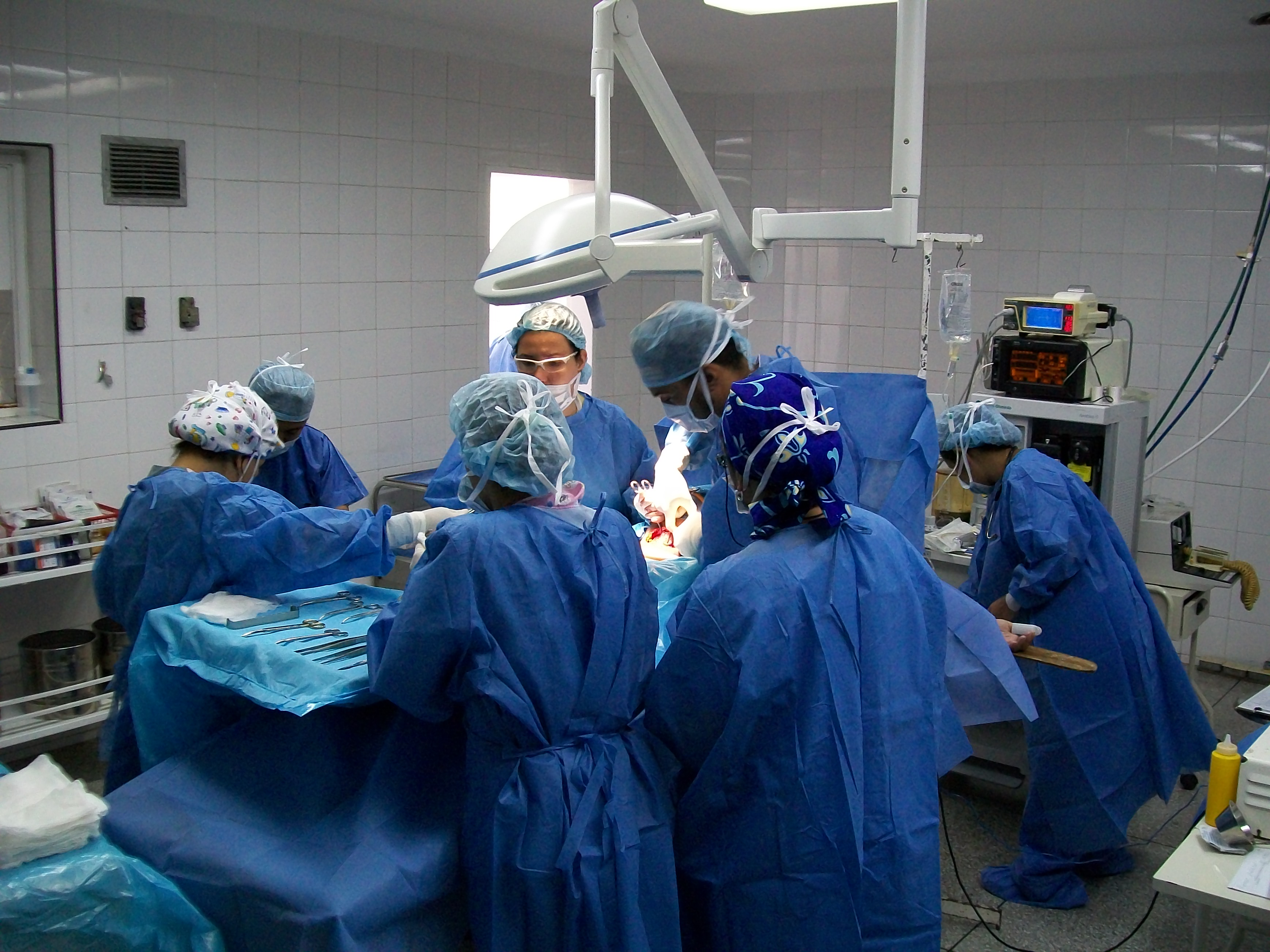
Un equipo de cirujanos y enfermeros durante una operación quirúrgica obstétrica: la cesárea.

Se denomina cirugía (del griego χείρ, jeir, ‘mano’, y ἔργον, érgon, ‘trabajo’: χειρουργεία, jeirourguéia, ‘trabajo manual’) a la práctica que implica la manipulación mecánica de las estructuras anatómicas con un fin médico, bien sea diagnóstico, terapéutico o pronóstico. De acuerdo con la Organización Mundial de la Salud (2012) una cirugía mayor es todo procedimiento realizado en el quirófano, que comporte la incisión, manipulación o sutura de un tejido y que generalmente requiere anestesia regional, general, raquídea o sedación profunda para controlar el dolor.

## Terminología
Al acto de realizar una cirugía se le denomina procedimiento quirúrgico, operación o simplemente cirugía. En este contexto, el verbo operar significa realizar una cirugía. El adjetivo quirúrgico significa ‘perteneciente o relativo a o relacionado con la cirugía’; por ejemplo, los instrumentos quirúrgicos. El paciente o sujeto en el que se realiza la cirugía puede ser una persona o un animal. Un cirujano es una persona que practica la cirugía, y el asistente de un cirujano es una persona que practica la asistencia quirúrgica. Un equipo quirúrgico incluye un cirujano, un asistente de cirujano, un proveedor de anestesia, un enfermero circulante y un enfermero instrumentista. La cirugía generalmente se extiende de minutos a horas, pero generalmente no es un tipo de tratamiento continuo o periódico.
- Los nombres de la cirugía de la escisión a menudo empiezan con un nombre para el órgano que se va a extirpar (cortar) y terminan en -ectomía.
- Los nombres de los procedimientos que implican cortar en un órgano o un extremo del tejido terminan en -otomía. Un procedimiento quirúrgico que corta a través de la pared abdominal para acceder a la cavidad abdominal es una laparotomía.
- Los nombres de los procedimientos mínimamente invasivos que implican pequeñas incisiones a través de las cuales se inserta un endoscopio terminan en -oscopia. Por ejemplo, una cirugía en la cavidad abdominal se llama laparoscopia o laparoscopía.
- Los nombres de los procedimientos para la formación de una abertura permanente o semipermanente, llamada estoma, en el extremo del cuerpo terminan en -ostomía.
- El término que denomina la reconstrucción, la cirugía plástica de una parte del cuerpo comienza con el nombre de la parte del cuerpo a ser reconstruida y termina en -plastia. Por lo tanto, una rinoplastia o rinoplastía (rino- se utiliza como prefijo para la nariz) es la cirugía reconstructiva o cirugía estética para la nariz.
- La reparación de la estructura anormal dañada o congénita termina en -rrafia.
- La reoperación se refiere a un regreso a la sala de operaciones después de una cirugía inicial, y se realiza para volver a abordar un aspecto de la atención del paciente mejor tratado quirúrgicamente. Las razones para la reoperación incluyen el sangrado persistente después de la cirugía, el desarrollo o la persistencia de la infección o, más insidiosamente, la retención de objetos extraños.

## Historia
Hasta finales del siglo XVIII (en Francia y Alemania) o mediados del XIX (en España) las profesiones de cirujano y de médico eran diferentes, incluso con distintas consideraciones sociales.

### Edad Antigua
Estaba muy poco desarrollada. Las tareas manuales estaban despreciadas por los científicos (filósofos) de la salud, entendiendo la cirugía como una aberración del verdadero tratamiento de las enfermedades, que venía dado por una simple ayuda a la naturaleza curadora (con la dieta y fitoterapia).[cita requerida]

### Edad Media
Comienza a tener una gran importancia.[cita requerida]

#### Cirugía árabe
Las grandes figuras de la cirugía árabe de la Edad Media fueron Abulcasis (Abul Qasin al-Zahrawi, 936-1013), nacido en Medina Azahara, a las afueras de Córdoba, y Albahad Mamad (939-1020). La obra de Abulcasis (Al-tasrif) dedica una buena parte a la cauterización en distintas dolencias, el drenaje de abscesos, flebotomías, extirpación de tumores, tratamiento de hernias, fracturas y luxaciones

#### Cirugía cristiana

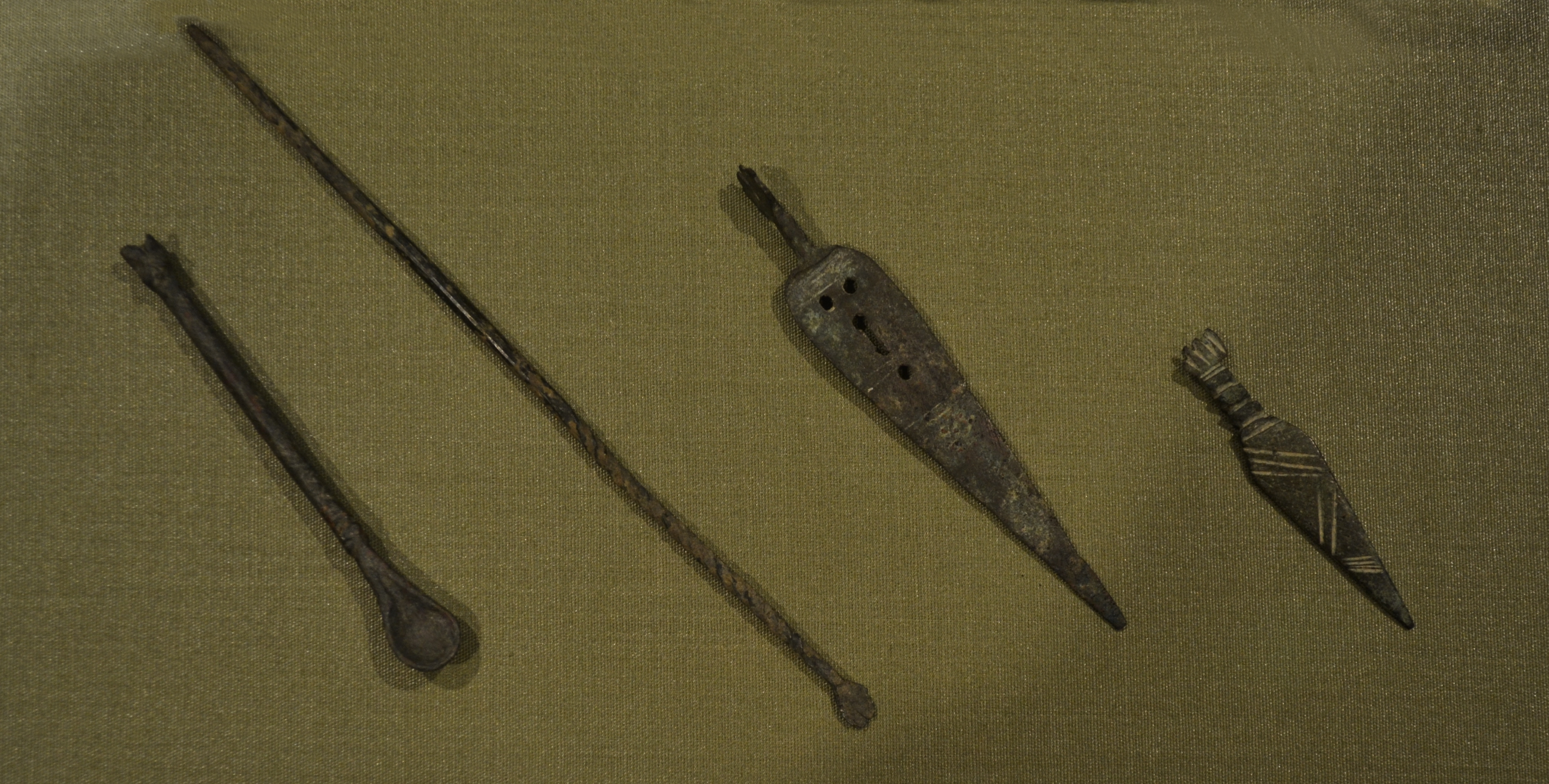
Instrumentos quirúrgicos y bisagras. Castellar (Alcoy). Siglos -. Museo Arqueológico Municipal de Alcoy.

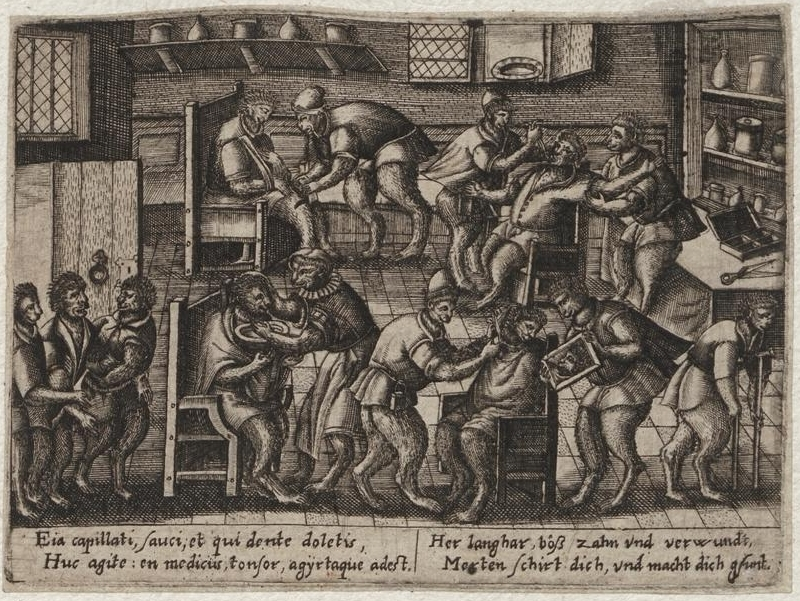
Caricatura de los cirujanos, dentistas y barberos.

La cirugía no se desarrolló sino hasta los siglos XII y XIII. En Europa, la demanda creció para que los cirujanos estudiaran formalmente por muchos años antes de practicar. De este modo, Universidades como Montpellier, Padua y Bolonia fueron particularmente conocidas.
En el siglo XII, Rogerius Salernitanus compuso su Chirurgia, con la que sentó las bases para los modernos manuales quirúrgicos occidentales.
En el siglo XIII los estudios de cirugía más importantes se llevan a cabo en torno a Bolonia, donde se crea una escuela de cirugía. El más importante de los cirujanos es Lanfranci de Milán, que escribió una cirugía magna, que es una enciclopedia del saber quirúrgico hasta el siglo XIII.

En el siglo XIV nos tenemos que desplazar a Francia, donde sobresalieron Henri de Mondeville (cirujano de cámara de Felipe IV de Francia y descriptor de un tratamiento nuevo para las heridas quirúrgicas) y Guy de Chauliac (Guido de Chauliaco) (c. 1260-1368), que también elabora un tratado que será reeditado y utilizado hasta el siglo XVI. Guy de Chauliac, hace 600 años, hizo una descripción del cirujano a la que los siglos poco han añadido y nada han quitado: 
Que el cirujano sea audaz en las cosas seguras y precavido en las peligrosas; que evite los tratamientos y prácticas defectuosas. 

### Renacimiento

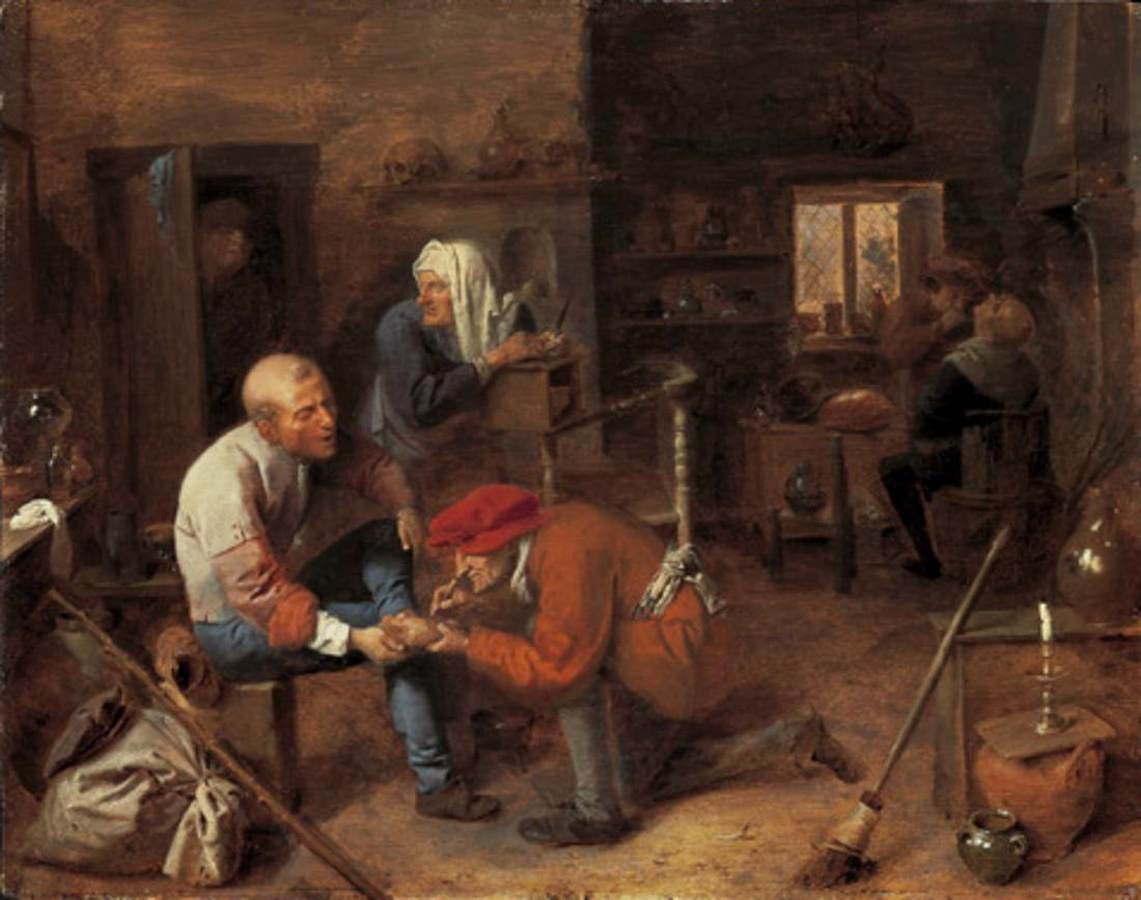
La operación (The Operation) de Adriaen Brouwer (hacia 1632).

Hieronymus Fabricius, Operationes chirurgicae, 1685.

Durante el siglo XVI se revoluciona la cirugía debido a la introducción de la cátedra de cirugía en muchas universidades francesas y españolas (en relación con la de anatomía); aparece nuevo material quirúrgico, y encuentra un revulsivo en la multitud de conflictos bélicos que se desarrollan en Europa.
En este contexto, hubo avances importantes en el arte de la cirugía durante este período. El profesor de anatomía de la Universidad de Padua, Andreas Vesalius, fue una figura fundamental en la transición renacentista de la medicina clásica y la anatomía basada en las obras de Galeno, a un enfoque empírico de la "práctica" de disección.
Aparece en la escena internacional el considerado como padre de la cirugía moderna, Ambroise Paré (c. 1510-1590), Era cirujano del ejército francés, que cambia el tratamiento de las heridas y la amputación de miembros de una manera radical. La práctica para cauterizar las heridas de arma de fuego en el campo de batalla había sido utilizar el aceite hirviendo, que era un procedimiento extremadamente peligroso y doloroso. Paré comenzó a emplear un emoliente menos irritante, hecho de yema de huevo, aceite de rosa y trementina. También describió técnicas más eficientes para la ligadura eficaz de los vasos sanguíneos durante una amputación.

### SigloXVIII: Ilustración
A pesar de todo lo dicho, el siglo XVIII es el gran siglo de los cirujanos. Comienzan a adquirir un éxito profesional muy importante con gran reconocimiento social y es cuando comienzan a ponerse por encima del médico en prestigio y honorarios. Durante este siglo aparecen los Reales Colegios de Cirugía y se comienza a dar valor al conocimiento teórico en la base de la formación del cirujano. Destaca John Hunter (1728-1793).

### SigloXIX
A pesar de todos estos avances producidos en siglos anteriores, la cirugía del siglo XIX se enfrentará a varios problemas: el dolor, la infección y la hemorragia, que esquivará con tres nuevos descubrimientos: la anestesia, la antisepsia y la hemostasia.

### SigloXX
La cirugía del siglo XX, una vez resueltos los problemas, tuvo un rápido desarrollo, en el que se destacan:
- el uso de antibióticos en profilaxis y tratamiento posquirúrgico;
- los trasplantes;
- la cirugía laparoscópica.

### SigloXXI
La cirugía laparoscópica es una técnica quirúrgica que se practica a través de pequeñas incisiones, usando la asistencia de un sistema óptico que permite al equipo médico ver el campo quirúrgico dentro del paciente y actuar en él. Se llama a estas técnicas de cirugía de mínima invasión o mínimo-invasiva, ya que evitan los grandes cortes de bisturí requeridos por la cirugía abierta o convencional y posibilitan, por lo tanto, un periodo posoperatorio mucho más rápido y confortable.
Actualmente, además, se están empezando a explorar los usos de nuevas tecnologías dentro de la cirugía. Podríamos nombrar la implantación experimental de realidad aumentada en el quirófano, donde el cirujano puede ir recibiendo diferentes tipos de información a tiempo real, ya sea información sobre el paciente, como su historial médico, radiografías, o incluso, sobre la misma operación, que está realizando.
Un ejemplo real de esta nueva forma de operar, se está llevando a cabo en el Hospital General Universitario Gregorio Marañón de Madrid, a través del uso de HoloLens [1] (gafas de realidad aumentada).

## Ramas de la cirugía

### Especialidades quirúrgicas
- Angiología y cirugía vascular: subespecialidad de cirugía general, encargada del tratamiento médico quirúrgico de los vasos sanguíneos, exceptuando los vasos cardíacos y los grandes vasos
- Cirugía bariátrica: alta especialidad de cirugía general, encargada del tratamiento quirúrgico de la obesidad
- Cirugía cardiovascular: subespecialidad de cirugía general, encargada del tratamiento quirúrgico de enfermedades orgánicas del corazón, así como los vasos cardíacos y los grandes vasos
- Cirugía general y del aparato digestivo: especialidad troncal y encargada del tratamiento médico quirúrgico de afecciones orgánicas de las vísceras de la cavidad peritoneal, hernias de la pared abdominal, así como del manejo del resto del cuerpo cuando no hay subespecialistas específicos disponibles.
- Cirugía oncológica: subespecialidad de cirugía general, encargada del tratamiento quirúrgico de procesos neoplásicos orgánicos, pilar fundamental del tratamiento del cáncer junto con la quimioterapia y la radioterapia.
- Cirugía oral y maxilofacial: especialidad troncal y encargada del tratamiento quirúrgico de afecciones orgánicas de boca, dientes, cara, cabeza y cuello
- Cirugía pediátrica: subespecialidad de pediatría, se encarga de la corrección quirúrgica de malformaciones congénitas y de otras enfermedades de los niños y adolescentes.
- Cirugía plástica y reconstructiva: subespecialidad de cirugía general, encargada de la corrección y mejoramiento de anormalidades de origen congénito, adquirido, tumoral o involutiva que requieran reparación o reposición de la forma corporal y su función
- Cirugía torácica: subespecialidad de cirugía general, encargada del tratamiento quirúrgico de afecciones orgánicas que se encuentran en la caja torácica a excepción del corazón, los grandes vasos y el esófago.
- Coloproctología: subespecialidad de cirugía general, se encarga del tratamiento médico quirúrgico de las enfermedades del colon (también conocido como intestino grueso), recto y ano
- Neurocirugía: subespecialidad de cirugía general, se encarga del tratamiento quirúrgico de enfermedades orgánicas del sistema nervioso central y sistema nervioso periférico.
- Oftalmología: especialidad troncal, encargada del tratamiento médico quirúrgico del ojo, sistema muscular propio y sistema lagrimal
- Otorrinolaringología: especialidad troncal, encargada del tratamiento médico quirúrgico del oído, nariz y laringe
- Traumatología y ortopedia: especialidad troncal que se encarga del tratamiento médico quirúrgico de las enfermedades del aparato músculoartroesquelético
- Urología: subespecialidad de cirugía general, encargada del tratamiento médico quirúrgico del riñón, sistema urinario y aparato reproductor masculino

## Tipos de cirugía
Los procedimientos quirúrgicos se clasifican generalmente por urgencia, tipo de procedimiento, sistema del cuerpo implicado, grado de invasión, e instrumentación especial.
Basado en el tiempo: La cirugía electiva se hace para corregir una condición que no es mortal y se lleva a cabo a petición del paciente, sujeto a la disponibilidad del cirujano y de la instalación quirúrgica. Una cirugía semi-electiva es una que debe hacerse para evitar la incapacidad permanente o la muerte, pero se puede posponer por un corto tiempo. La cirugía de emergencia es una cirugía que debe realizarse con prontitud para salvar la vida, las extremidades o la capacidad funcional.
Basado en el propósito: La cirugía exploratoria se realiza para ayudar o confirmar un diagnóstico. La cirugía terapéutica trata una condición previamente diagnosticada. La cirugía estética se hace para mejorar subjetivamente la apariencia de una estructura normal.
Por tipo de procedimiento: La amputación consiste en cortar una parte del cuerpo, generalmente una extremidad o un dígito; La castración es también un ejemplo. La resección es la eliminación de todo o parte de un órgano interno o parte del cuerpo. La reimplantación implica volver a conectar una parte del cuerpo cortada. La cirugía reconstructiva implica la reconstrucción de una parte lesionada, mutilada o deformada del cuerpo. La escisión es el corte o extracción de un órgano, tejido u otra parte del cuerpo del paciente. La cirugía de trasplante es la sustitución de un órgano o parte del cuerpo por la inserción de otro de diferentes humanos (o animales) en el paciente. La extracción de un órgano o parte del cuerpo de un ser humano vivo o animal para su uso en trasplante es también un tipo de cirugía.
Por parte del cuerpo: Cuando la cirugía se realiza en un sistema o estructura de órganos, puede clasificarse por el órgano, sistema de órganos o tejido involucrado. Los ejemplos incluyen cirugía cardíaca (realizada en el corazón), cirugía gastrointestinal (realizada dentro del tracto digestivo y sus órganos accesorios) y cirugía ortopédica (realizada en huesos o músculos).
Por grado de invasividad de los procedimientos quirúrgicos: La cirugía mínimamente invasiva implica una incisión externa más pequeña para insertar instrumentos miniaturizados dentro de una cavidad o estructura corporal, como en cirugía laparoscópica o angioplastia. Por el contrario, un procedimiento quirúrgico abierto tal como una laparotomía requiere una incisión grande para acceder al área de interés.
Por equipos utilizados: La cirugía láser implica el uso de un láser para cortar el tejido en lugar de un bisturí o instrumentos quirúrgicos similares. La microcirugía implica el uso de un microscopio de operación para que el cirujano vea pequeñas estructuras. La cirugía robótica utiliza un robot quirúrgico, como los sistemas quirúrgicos Da Vinci o Zeus, para controlar la instrumentación bajo la dirección del cirujano.
Las fajas postoperatorias son utilizadas comúnmente en diversos procedimientos quirúrgicos, como cirugía de abdomen, liposucción, cirugía de mama, cirugía de contorno corporal, cesáreas, cirugía de espalda, cirugía de la región inguinal y cirugía plástica. Estas fajas proporcionan soporte, compresión y estabilidad en las áreas intervenidas, ayudando a reducir la tensión en la zona quirúrgica y favoreciendo una adecuada cicatrización. El uso de fajas postoperatorias es indicado y supervisado por el equipo médico, siguiendo las recomendaciones específicas de cada procedimiento y paciente.